# Екопчеларство
Еколошки пчелињак у пчеларству мора бити под сталном контролом надзорне станице. Да би био признат као еко-мед, пре стављања у продају мед мора да прође потребне анализе. Код еколошке производње меда у пчелињак је забрањено стављати лекове у превентивне сврхе, јер постоји велика могућност да ће се у меду и воску наћи њихови трагови, као и код конвенционалног пчелињака.

## Разлика између конвенционалног и еколошког пчелињака
Еколошки пчелињак мора бити под сталном контролом надзорне станице. У сврху лечења препоручује се употреба органских киселина које су и иначе саставни део меда.
Кошница мора бити израђена од природних материјала и обојена еко бојом, а пчелињак довољно удаљен од могућег загађења нектара (фабрика, саобраћајница, обрадива површина) како би пчеле произвеле што квалитетнији мед. Пчелиње саће које се употребљава у еко пчеларству, такође, мора употребљавати еколошке сатне основе. Пуњачи меда и производа, такође, би требало да имају еко цертификат. Сви ови захтеви код еко пчеларства стварају додатни трошак који се осети и у коначној цени меда. Са друге стране добија се и знатно већи квалитет меда.

## Главне карактеристике еколошког пчелињака
Да би један пчелињак добио цертификат за еко-пчелињак треба да испуни следеће услове:
1. Смештај пчелињака - кошнице, односно пчелињак, треба сместити у подручју богатом пчелињом медоносном пашом. Пчелиња паша треба потицати из еколошке производње или из биљака које нису третиране хемијским средствима.
2. Технологија пчеларења - је однос пчелара према пчелињој заједници. Пчелар прати стање заједнице и треба на време интервенисати у случају потребе.
3. Здравље пчела - болесне пчелиње заједнице потребно је одмах лечити и издвојити у изоловани пчелињак. За лечење се употребљавају мравља, оксална и млечна киселина и поједине биљне супстанце: тимол, ментол, еукалиптусово уље и камфор. Само уз сагласност надзорне станице дозвољава се употреба фармацеутских производа и то код нефункционисања постојећих средстава.
4. Евиденција пчелињака - вођење евиденције о прехрани пчела вештачким средствима и њиховој врсти и количини. Воде се подаци о лечењу, дијагнози, лековима, начину лечења, дужини третмана, каренце и слично.
5. Правилно руковање пчелињим производима - вађење меда, паковање, дистрибуција, продаја и складиштење.

Према прегледу главних карактеристика еколошког пчелињака можемо закључити да се он не разликује много од модерног конвенционлног пчелињака кога води савестан и едукован пчелар, осим што за еколошки треба строго пазити на испуњење услова које налажу стандарди за еколошку производњу меда. 